# Innocent Bahati
Innocent Bahati est un poète et youtuber rwandais d'expression bantoue, né en 1989 et porté disparu depuis le 7 février 2021. Bien que le gouvernement de Paul Kagamé nie toute implication dans sa disparition, celle-ci pourrait être la conséquence de la publication de son dernier poème intitulé Mfungugira « Nourris-moi » qui dénonce les difficultés économiques rencontrées par les jeunes diplômés dans le pays.

## Biographie
Né en 1989 à Nyagatare, Innocent Bahati commence sa carrière de poète en 2013. Il aborde des thèmes sociétaux tels que la pauvreté et les droits humains et diffuse ses créations sur Youtube. Il exerce en parallèle la profession d'assistant pédagogique à la Green Hills Academy, un établissement privé réputé de Kigali. 
En 2016, Innocent Bahati remporte le concours de poésie trilingue Kigali vibrates for poetry, avec Rubebe, où il est question de la prière d'un orphelin qui s'adresse à Dieu. En 2017, il disparait une première fois pendant 3 mois, après avoir critiqué, sur son compte Facebook, la décision du gouvernement de déménager  l'Institut Supérieur pédagogique de Kigali dans le secteur de Rukara (en), dans le district de Kayonza. Mis au secret pendant sa détention dans un commissariat, il est libéré à la suite de la demande d'un tribunal.
Il disparaît à nouveau le 7 février 2021, dans la région de Nyanza, lors d'un rendez-vous fixé dans un hôtel,. Sans nouvelle du poète, sa famille donne l'alerte deux jours après, mais le jeune homme reste introuvable. Cet événement a lieu alors que le jeune homme vient de publier Mfungurira (« Nourris-moi »), un texte qui dénonce la précarité dans laquelle vivent les jeunes diplômés au Rwanda. L'enquête sur cette disparition est confiée au Bureau rwandais d'investigation (RIB).
Lors de la journée mondiale de la poésie du 21 mars 2021, le réalisateur de films Edouard Bamporiki (en), alors secrétaire d’État de la culture met en garde ceux qui seraient tentés de parler politique en poésie en ces termes « Lorsque la poésie fait fausse route, elle entraine le public avec. C’est pour cette raison que je vous demande d’oublier les difficultés que la poésie rwandaise a connues ces derniers temps, mais plutôt de faire notre part pour conseiller et réprimander ceux des nôtres qui s’écartent du droit chemin »,. Le même jour, l'ONG Pen International interpelle le gouvernement rwandais au sujet du sort réservé au poète et demande à ce qu'il soit relâché s'il est en prison ou bien secouru s'il est victime d'un enlèvement crapuleux.
Un an après, constatant l'absence d'avancée dans l'enquête menée par le RIB, Pen International publie une pétition destinée au gouvernement rwandais signée par plus de cents auteurs dont des célébrités telles que Magaret Atwood, Salman Rushdie et J. M. Coetzee et l'affaire prend une dimension internationale, relayée par de nombreux média d'information,,,,. Les enquêteurs rwandais révèlent alors que l'auteur aurait rejoint un groupe d'opposants au régime rwandais en Ouganda avec lequel il entretenait des relations. Les soutiens du poètes remettent en cause cette version officielle. En juin 2025, alors qu'Innocent  Bahati n'est toujours pas réapparu, l'ACAT France se saisit à son tour de l'affaire.

## Œuvres célèbres
- 2016 : Rubebe[1]
- 2020 : Muvunyi[12]
- 2021 : Mfungugira « Nourris-moi »[1]